# Aulnay (accampamento romano)
Il campo militare romano di Aulnay si trova nei pressi del comune francese di Aulnay nel dipartimento della Charente Marittima, ad est di La Rochelle. Fa parte di tutta una serie di fortificazioni realizzate all'epoca di Augusto, ai fini della romanizzazione della Gallia (in questo caso della tribù dei Pictoni). Sorgeva nei pressi dell'importante strada romana di epoca imperiale costruita da Marco Vipsanio Agrippa, la via Turonensis, che congiungeva i Pirenei con Poitiers, Tours, Orléans e Parigi.

## Storia

### Al tempo della conquista della Gallia (58-50 a.C.)
Il campo potrebbe essere già sorto ai tempi della conquista della Gallia da parte di Gaio Giulio Cesare, quando il proconsole romano condusse una campagna nel territorio dei Pictoni (51 a.C.) dopo la disfatta di Vercingetorige ad Alesia.

### Sotto Augusto (29? - 19 a.C.?)
L'accampamento di Aulany, che sorse in età augustea attorno al 29 a.C. con la legio XIV Gemina, potrebbe essere rimasto "aperto" fino a quando non fu pacificata e romanizzata l'area della Gallia Aquitania e portate a termine le guerre cantabriche (29-19 a.C.), costituendo in questo caso una forma di "riserva strategica" per il fronte hispanico. Il castra potrebbe essere stato temporaneamente chiuso attorno al 19 a.C., e la legione inviata a Mirebeau-sur-Bèze a metà strada tra la capitale delle Gallie, Lugdunum, e il limes renano.

### Al tempo di Tiberio-Caligola (21-43 d.C.)
Il campo potrebbe essere stato utilizzato in seguito alla rivolta di Giulio Sacroviro, scoppiata nel 21, che aveva portato alla conquista da parte dei ribelli galli aquitani dell'importante centro romano di Augustodunum (l'attuale Autun). Qui potrebbe essere risultata accampata per alcuni anni la legio XIV Gemina (forse fino al 43, poco prima della conquista della Britannia).

## Sito archeologico
L'archeologo Jacques Dassié ha eseguito i primi scavi sul sito, che hanno rivelato la presenza di alcune iscrizioni della legio XIV Gemina ed un grande campo romano, situato in località Rocherou. Il castrum, indagato successivamente da Pierre Tronche (a partire dal 1984), fu creato per ragioni strategiche nella Gallia Aquitania. È certamente di epoca tiberiana per la notevole monetazione del periodo rinvenuta in loco (anche se tuttavia non è possibile escludere un suo primo utilizzo in età augustea), sul modello degli accampamenti romani costruiti sul fiume Lippe durante il periodo della conquista della Germania ai tempi dell'imperatore romano Augusto.

### Personaggi
- Gaio Giulio Cesare e la conquista della Gallia
- Augusto e l'occupazione romana della Germania sotto Augusto
- Tiberio Claudio Nerone

### Località geografiche
- Gallia Aquitania
- Lista di fortezze legionarie romane
- Limes romano
- Limes germanico-retico